# Esfínter
Un esfínter és un múscul en forma circular o d'anell que obre o tanca un orifici. Està situat al voltant de l'orifici d'entrada o de sortida de certes cavitats naturals i, en contreure's, el tanca. L'esfínter permet el pas d'una substància d'un òrgan a l'altre alhora que impedeix la seva tornada.

## Principals esfínters
Alguns dels esfínters existents en el cos humà són:
- Esfínter del càrdies. També anomenat cardioesofàgic. Separa l'estómac de l'esòfag evitant que el bol alimentari torni. No és un veritable esfínter pel fet que no existeix cap estructura muscular que el delimiti. És més aviat un esfínter fisiològic: realitza la mateixa funció que un esfínter anatòmic, però no per l'acció d'un múscul determinat, sinó per la confluència d'una sèrie de factors fisiològics com la pressió interna, externa, i d'altres.

- Esfínter pilòric. Separa l'estómac de l'intestí prim. Impedeix que el quim retrocedeixi després d'haver passat a l'intestí prim. És l'estructura que connecta el còlon sigmoide amb el recte i permet la sortida cada 20 segons dels excrements fecals en petites porcions perquè l'organisme les rebutgi. L'estómac es buida en 2 a 6 hores. S'observa un engruiximent progressiu de les fibres musculars circulars de l'estómac i arriba a tenir uns 3 o 4 mm de gruix a nivell de l'orifici. Per la part del duodè acaba sobtadament en una superfície plana.
- Esfínter ileocecal o Vàlvula ileocecal. Separa a l'intestí gros de l'intestí prim, promovent el pas del quil cap al primer i evitant el retrocés de material fecal a l'ili.

- Esfínter anal. Està format per dos músculs concèntrics, el múscul esfínter intern de l'anus i el múscul esfínter extern de l'anus.
- Esfínter de la uretra. Controla l'excreció d'orina cap a l'exterior.

- Esfínter de l'iris o múscul esfínter de la pupil·la. També anomenat esfínter pupil·lar. És el múscul que fa possible la contracció de l'iris de l'ull.